# Dąbrówka (gmina Rzewnie)
Dąbrówka – wieś sołecka w Polsce położona w województwie mazowieckim, w powiecie makowskim, w gminie Rzewnie
.
| SIMC    | Nazwa      | Rodzaj     | 0519742 | Lipiny | osada |
| 0519736 | Olszewnica | przysiółek |         |        |       |

Wierni Kościoła rzymskokatolickiego należą do parafii św. Jacka w Rzewniu.
W latach 1975–1998 miejscowość należała administracyjnie do województwa ostrołęckiego.